# Ctenogobius boleosoma
Ctenogobius boleosoma är en fiskart som först beskrevs av Jordan och Gilbert 1882.  Ctenogobius boleosoma ingår i släktet Ctenogobius och familjen smörbultsfiskar. Inga underarter finns listade i Catalogue of Life.